# Чуб, Владимир Фёдорович
Чуб Владимир Фёдорович (род. 24 июля 1948, Пинск, Белорусская ССР) — советский и российский государственный деятель. Член Комитета Совета Федерации по бюджету и финансовым рынкам (2011—2016), губернатор Ростовской области (1991—2010).

## Биография
Владимир Фёдорович Чуб родился в городе Пинске Пинской области в семье военнослужащего.
Окончил Ленинградский институт водного транспорта (1971) и заочно Академию народного хозяйства при Совете Министров СССР (1990) по специализации «Управление народным хозяйством».
- С 1971 — мастер цеха ремонтно-эксплуатационной базы флота «Красный флот» в городе Ростове-на-Дону, начальник корпусно-обстроечного цеха, начальник производственно-диспетчерского отдела, главный инженер.
- С 1972 по 1973 — служба в Советской армии (Северный флот).
- С ноября 1980 по сентябрь1983 — второй секретарь Пролетарского районного комитета КПСС Ростова-на-Дону.
- С сентября 1983 по октябрь 1985 — главный инженер Волго-Донского речного пароходства.
- С октября 1985 по октябрь 1989 — первый секретарь Пролетарского районного комитета КПСС Ростова-на-Дону.
- В октябре 1989 на альтернативной основе избран председателем Ростовского горисполкома.
- В 1990 — избран председателем Ростовского городского совета народных депутатов.
- В октябре 1991 по представлению сессии областного совета народных депутатов указом президента России назначен главой администрации Ростовской области.
- В 1993 избран в Совет Федерации.
- В сентябре 1996 на первых в истории Дона всеобщих прямых выборах избран главой администрации (губернатором) Ростовской области, в 2001 переизбран на второй срок.
- С 1998 — академик транспорта Российской Федерации, почётный член Академии транспорта Российской Федерации.

С 27 сентября 2002 по 24 мая 2003 — член президиума Государственного совета Российской Федерации.
- В июне 2005 президентом России наделён полномочиями губернатора сроком на 5 лет.
- С июня 2010 — председатель совета директоров ОАО «Азово-Донское пароходство».
- С 24 декабря 2011 по октябрь 2016 — представитель от Мурманской областной думы в Совете Федерации[3].
- Член Высшего совета партии «Единая Россия».

### Семья
Женат на Зое Акимовне Чуб, занимающейся предпринимательской деятельностью. Имеет дочь — Татьяну и внука Владимира.

## Награды

Благодарная мореходка Российским меценатам

- Орден «За заслуги перед Отечеством» II степени (24 июля 2003) — за большой вклад в укрепление российской государственности и многолетнюю добросовестную работу[5]
- Орден «За заслуги перед Отечеством» III степени (1 июля 1998) — за заслуги перед государством и большой личный вклад в осуществление социально-экономических преобразований в области[6]
- Орден «За заслуги перед Отечеством» IV степени (17 июля 2008) — за большой вклад в социально-экономическое развитие области и многолетнюю добросовестную работу[7]
- Орден Почёта (7 мая 1996) — за заслуги перед государством и многолетний добросовестный труд[8]
- Орден Дружбы (13 мая 2010) — за большой вклад в социально-экономическое развитие области и многолетнюю добросовестную работу[9]
- Орден «Дружба» (Узбекистан, 2015)[10]
- Орден «Честь и слава» 2-й степени (Абхазия, 2003)[11]
- Орден имени Ахмата Кадырова (Чеченская Республика)
- Почётная грамота Президента Российской Федерации (12 декабря 2008) — за активное участие в подготовке проекта Конституции Российской Федерации и большой вклад в развитие демократических основ Российской Федерации[12]
- Благодарность Президента Российской Федерации (12 августа 1996) — за активное участие в организации и проведении выборной кампании Президента Российской Федерации в 1996 году[13]
- Почётная грамота правительства Российской Федерации (24 июля 2008) — за большой личный вклад в социально-экономическое развитие Ростовской области и многолетний добросовестный труд[14]
- Почётная грамота Кабинета Министров Украины (24 июля 2003) — за личный вклад в укрепление двусторонних связей между Украиной и Российской Федерацией, установление действенных экономических отношений на межрегиональном уровне и по случаю 55-летия со дня рождения[15]
- Памятный знак «За службу на Кавказе» (знак воинского отличия, учреждённый в Южном федеральном округе, 2003)[16]
- Нагрудный знак «200 лет МВД России» (МВД России, 2003)[16]
- Памятная медаль «100 лет со дня рождения великого русского писателя, лауреата Нобелевской премии М. А. Шолохова» (Министерство культуры и массовых коммуникаций Российской Федерации, 9 июня 2005) — за активное участие в подготовке и проведении ряда мероприятий, посвящённых празднованию 100-летия со дня рождения М. А. Шолохова[17]
- Почётный гражданин Ростовской области (23 июня 2016)[18]